# Jacek Zembrzuski
Jacek Krzysztof Zembrzuski (ur. 1951) – polski reżyser teatralny, dramatopisarz i scenograf.

## Życiorys
Absolwent wiedzy o teatrze i reżyserii na warszawskiej Państwowej Wyższej Szkoły Teatralnej im. Aleksandra Zelwerowicza, studiował także filozofię na Uniwersytecie Kardynała Stefana Wyszyńskiego w Warszawie. Był asystentem Adama Hanuszkiewicza w Teatrze Narodowym w Warszawie (1978–1981) i Zbigniewa Zapasiewicza, współpracował z Teatrem Laboratorium Jerzego Grotowskiego. Był etatowym reżyserem w Teatrze im. Cypriana Kamila Norwida w Jeleniej Górze (1979–1981), Teatru Ziemi Pomorskiej w Grudziądzu (1985–1986), Teatru Studyjnego im. Juliana Tuwima w Łodzi (1989–1991), Teatru Dramatycznego m. st. Warszawy, oraz Teatru Polskiego w Poznaniu (1995–1997). Zrealizował czterdzieści spektakli i siedemnaście scenografii, w tym między innymi Pokojówki (1980), Moskwę-Pietuszki (1981, 1988, 1989), Woyzecka (1989), Idiotę i innych (1991, 1994), Ślub (1994), Jak wam się podoba (1995), Sen nocy letniej (1998) i Zwarcie (2006). Wykładał w PWST w Warszawie (1984–1985), PWSFTviT w Łodzi (1988–1989) oraz Akademii Sztuk Wizualnych w Poznaniu (1997–1998). Reżyserował na deskach teatrów w Warszawie, Wilnie, Amsterdamie, Zielonej Górze, Jeleniej Górze, Łodzi, Toruniu, Poznaniu, Kaliszu, Grudziądzu, Lublinie, Wrocławiu, Rzeszowie, Radomiu, Bydgoszczy i Chorzowie.
Jest autorem książki Ósmy dzień teatru, traktującej o działalności poznańskiego Teatru Ósmego Dnia.